# Kajsa Sandberg

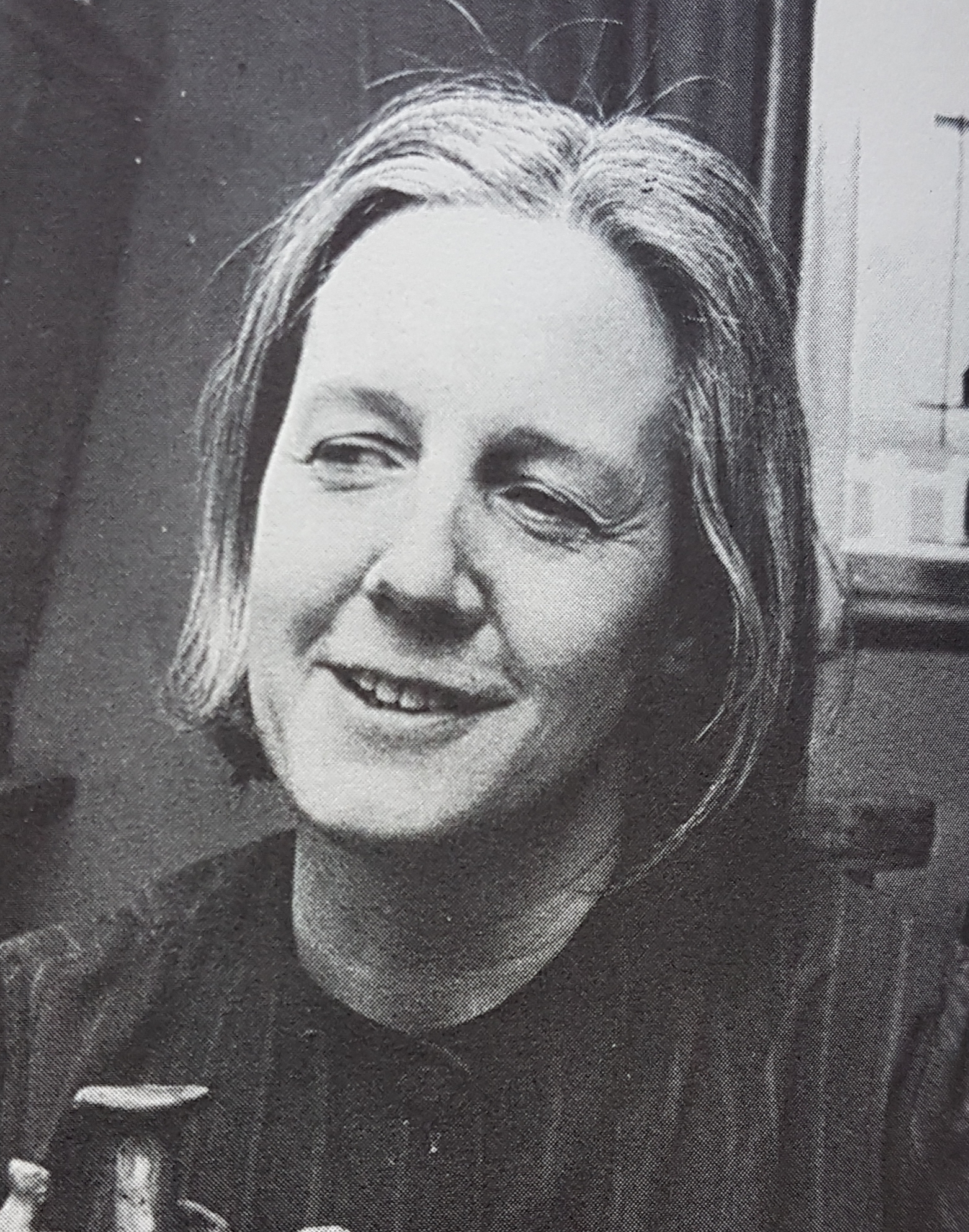
Kajsa Sandberg

Kajsa Solveig Matilda Sandberg, född 21 oktober 1922 i Karlstad, död 11 april 2013 i Norrstrand, var en svensk målare och keramiker.
Kajsa Sandberg var dotter till kvarnägare Herman Kullander och Maja Lilja och gift med konstnären Harry Sandberg under åren 1949–1958.
Sandberg studerade vid Otte Skölds Målarskola i Stockholm 1948 och på Gerlesborgsskolan i Bohuslän under perioder 1979, 1981 och 1984. Hon har genomfört studieresor till Italien, Grekland och Spanien. Hon startade 1950 tillsammans med sin man en keramikverkstad i Karlstad, som hon delade med honom fram till mitten av 1970-talet trots separationen 1958. Hon har medverkat i Värmlands konstförenings höstutställningar på Värmlands museum i Karlstad och i Hagfors. Separat har hon ställt ut på bland annat Galleri Gripen i Karlstad, Norrbottens museum samt på Kalix kommunhus.
Hennes konst består av teckningar och barnstudier utförda i blyerts, måleri och skulpturala arbeten i lergods samt drejade keramikarbeten. Hennes mest kända skulptur är Anfallande Bison i en blandning av sten, glas och slagg.
Sandberg är representerad vid Värmlands läns landsting, Kristinehamns kommun och Karlstad kommun.